# Bakenranef
Wahkare Bakenranef hay Bocchoris (theo tiếng Hy Lạp cổ đại), là một pharaon của Vương triều thứ 24 trong lịch sử Ai Cập cổ đại. Ông là người kế vị của Tefnakht, cũng là vị vua cuối cùng của vương triều ngắn ngủi này, cai trị Sais trong khoảng năm 725 đến 720 TCN.

## Chứng thực

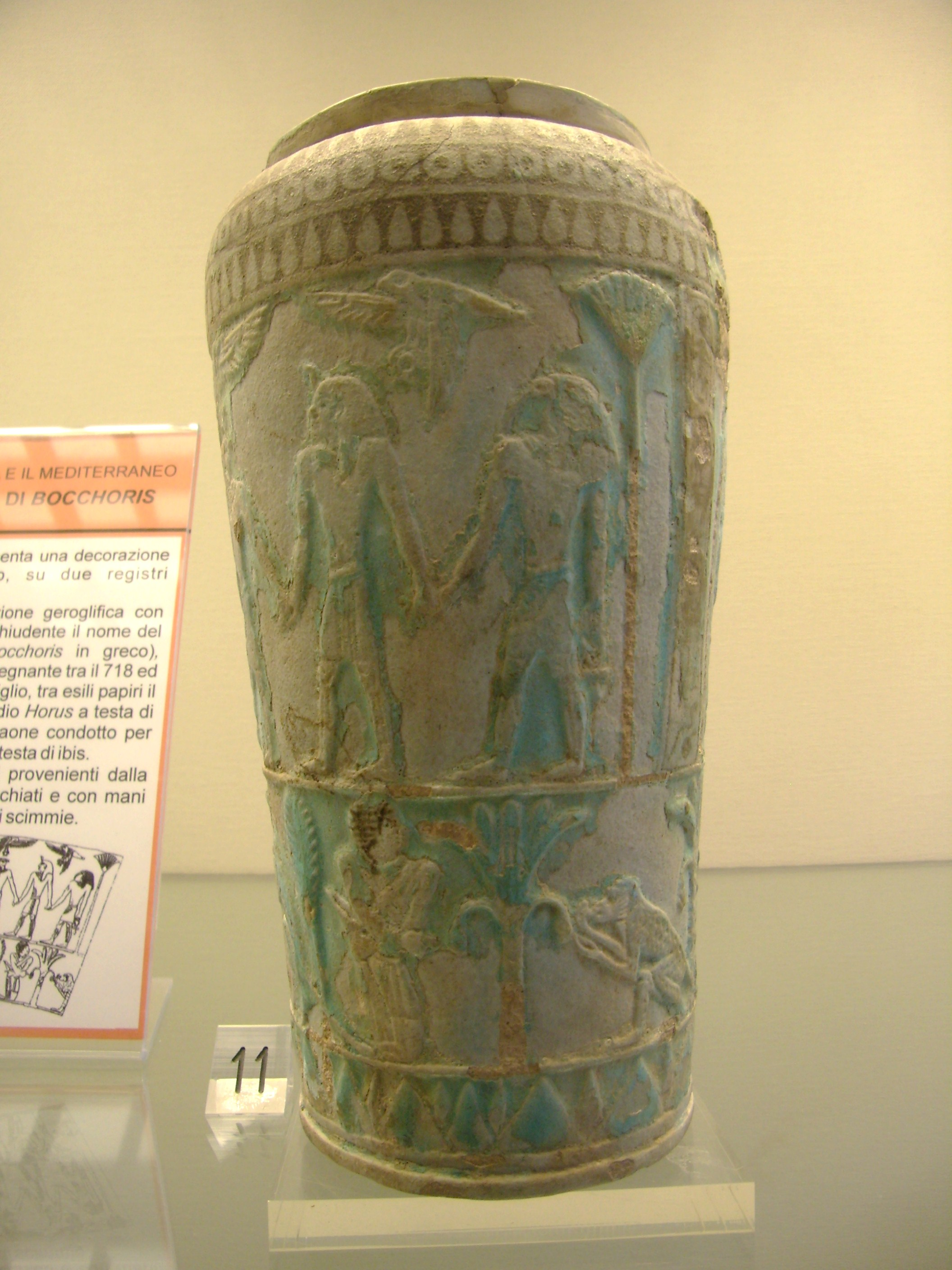
Bình Bocchoris, trên đó có khắc tên riêng và tên ngai của Bakenranef

Rất ít chứng thực đương thời của Bakenranef được tìm thấy. Những văn tự chủ yếu đề cập đến cái chết của nhà vua và việc chôn cất bò thần Apis vào năm cuối cùng tại ngôi của ông. Ngoài ra, những văn tự còn được tìm thấy trên một vài tấm bia mà Auguste Mariette đã phát hiện trong khi khai quật các đền thờ Serapeum ở Saqqara. Một chiếc bình trong ngôi mộ ở Tarquinia, Ý được tìm thấy có mang tên ông.
Vua Bakenranef đã cho khởi xướng cải cách ruộng đất nhưng lại thất bại. Sau khi Piye mất, ông đã nắm quyền cai trị Memphis, nhưng lại không chống lại được các tiểu vương cai trị đương thời. Không lâu sau thì ông thì bị Shebitku (Vương triều thứ 25) hành quyết bằng cách thiêu sống.